# Fraser Cars

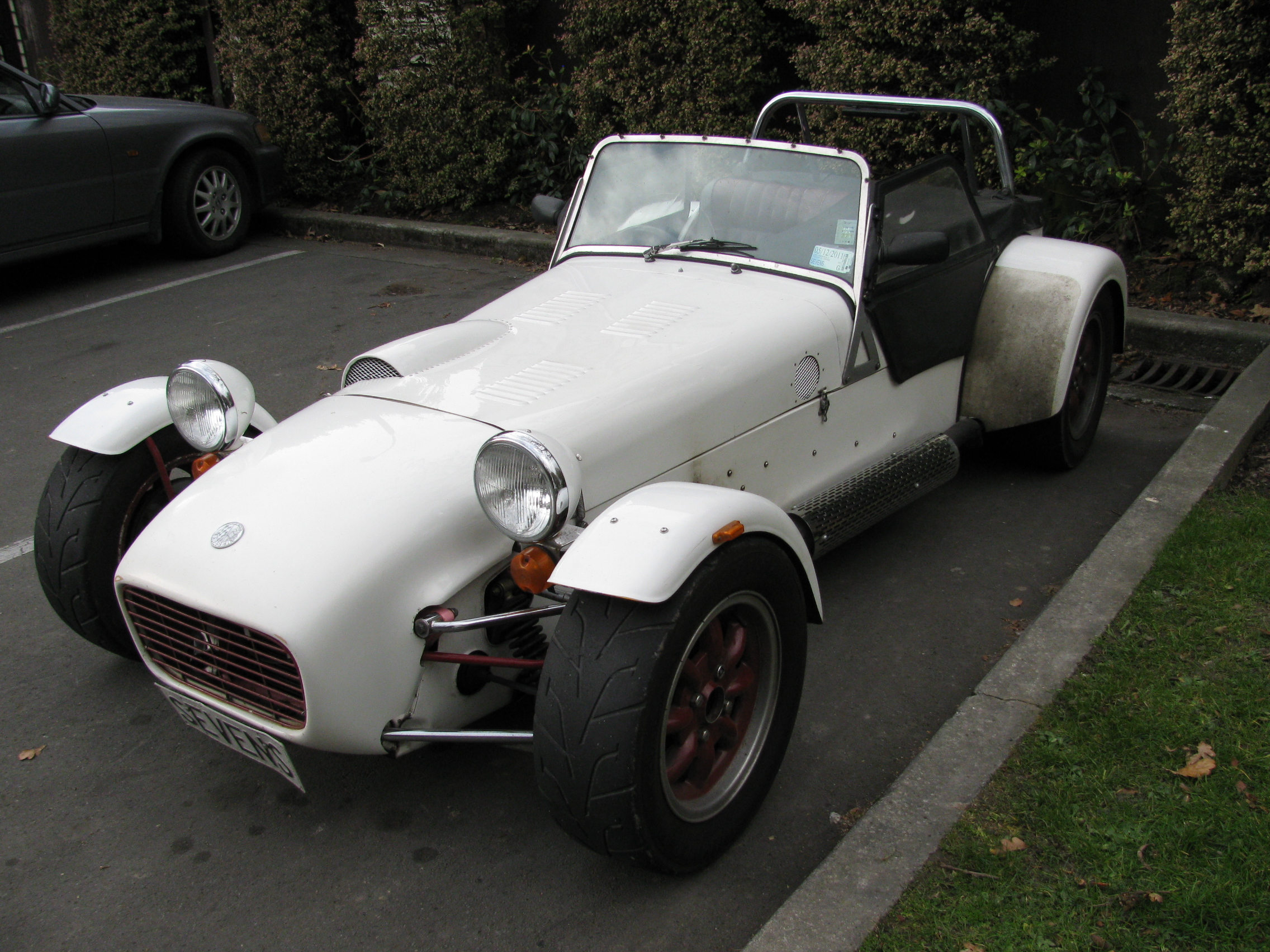
Fraser

Fraser Cars Limited ist ein neuseeländischer Hersteller von Automobilen.

## Unternehmensgeschichte
Neil Fraser gründete 1988 das Unternehmen in Auckland. Er begann mit der Produktion von Automobilen. Der Markenname lautete Fraser. Die Fahrzeuge wurden zumindest in der Vergangenheit auch nach Australien und Japan exportiert. Bis 1996 entstanden 174 Fahrzeuge. 2006 übernahmen Scott und Ida Tristam das Unternehmen.

## Fahrzeuge
Im Angebot steht der Sportwagen FC 7 im Stil des Lotus Seven. Die Basis bildet ein aufwändig hergestellter Rahmen mit einer De-Dion-Hinterachse. Standardmotor war in der Anfangszeit ein Vierzylindermotor von Toyota mit OHC-Ventilsteuerung, 2000 cm³ Hubraum und 134 PS Leistung. Für Renneinsätze stand ein leichterer und stärkerer Motor von Cosworth zur Verfügung. Die offene Karosserie bietet Platz für zwei Personen.